# Lijst van huidige en voormalige spoorwegstations in Nederland
Hieronder een overzicht van alle huidige en voormalige Nederlandse spoorwegstations waar een afkorting van bekend is, in volgorde van de afkorting. De afkortingen zijn voor intern gebruik bij de spoorwegen.
De afkortingen zijn afgeleid van de codes die door de telegraafdienst werden gebruikt en soms een afkorting waren van een andere naam van de plaats dan (de plaatsnaam als onderdeel van) de stationsnaam. Zo is Gv de stationsafkorting van station Den Haag HS.
Wat betreft de volledige namen: voor zover verschillend staat hieronder eerst de ProRail-naam (zoals op het stationsnaambord, behalve bij het voormalige Achter de Hoven dat geen stationsnaambord had) en dan de NS-naam vermeld.
De codes van huidige stations zijn ook te vinden in Lijst van spoorwegstations in Nederland.

## A
- Ac: Abcoude
- Adh: Achter de Hoven / Leeuwarden Achter de Hoven
- Ah: Arnhem Centraal
- Ahg: Arnhem Goederen
- Ahp: Arnhem Velperpoort
- Ahpr: Arnhem Presikhaaf
- Ahz: Arnhem Zuid
- Aj: Anjum
- Akl: Arkel
- Akm: Akkrum
- Al: Alphen
- Alb: Abbekerk-Lambertschaag
- Alm: Almere Centrum
- Almb: Almere Buiten
- Almm: Almere Muziekwijk
- Almo: Almere Oostvaarders
- Almp: Almere Parkwijk
- Alms: Almere Strand
- Alv: Aarlanderveen
- Am: America
- Amf: Amersfoort Centraal
- Amfs: Amersfoort Schothorst
- Aml: Almelo
- Ampo: Almere Poort
- Amr: Alkmaar
- Amri: Almelo de Riet
- Amrn: Alkmaar Noord
- Amw: Aalsmeerderweg
- Ana: Anna Paulowna
- And: Anderen
- Ao: Aalsmeer Oost
- Ap: Adorp
- Apd: Apeldoorn
- Apdm: Apeldoorn De Maten
- Apdo: Apeldoorn Osseveld
- Apg: Appingedam
- Apl: Ter Apel
- Aplg: Ter Apel Rijksgrens
- Apn: Alphen aan den Rijn / Alphen a/d Rijn
- Arn: Arnemuiden
- Asa: Amsterdam Amstel
- Asb: Amsterdam Bijlmer ArenA
- Asd: Amsterdam Centraal
- Asdar: Amsterdam ArenA
- Ashd: Amsterdam Holendrecht
- Asdl: Amsterdam Lelylaan
- Asdm: Amsterdam Muiderpoort
- Asdo: Amsterdam Oost
- Asdv: Amsterdam De Vlugtlaan
- Asdz: Amsterdam Zuid
- Ash: Amsterdam Haarlemmermeer
- Asl: Assel
- Asm: Aalsmeer
- Asn: Assen
- Asp: Amsterdam Weesperpoort
- Ass: Amsterdam Sloterdijk
- Assp: Amsterdam Science Park
- Asv: Amstelveen
- Asw: Amsterdamseweg
- At: Acht
- Atn: Aalten
- Avat: Amersfoort Vathorst
- Avh: Avenhorn
- Awl: Aalst-Waalre
- Ax: Axel

## B
- Bah: Sliedrecht Baanhoek
- Ban: Bannink
- Bar: Baarle-Nassau
- Bbd: Bobeldijk
- Bbg: Beekbergen
- Bbr: Babberich
- Bch: Bocholtz
- Bcl: Borculo
- Bd: Breda
- Bdb: Brandenborch
- Bde: Bunde
- Bdg: Bodegraven
- Bdl: Budel
- Bdm: Bedum
- Bdpb: Breda-Prinsenbeek
- Bdt: Bredevoort
- Be: Beerze
- Bed: Bosch en Duin
- Bek: Berkel
- Ben: Bennebroekerweg
- Ber: Berkum
- Bes: Beers
- Bet: Best
- Bez: Beltrum-Zieuwent
- Bf: Baflo
- Bfd: Belfeld
- Bgk: Kruispunt Beugen (Hoog)
- Bgm: Buggenum
- Bgn: Bergen Op Zoom
- Bgr: Beugen-Rijkevoort
- Bhdv: Boven-Hardinxveld
- Bhv: Bilthoven
- Bk: Beek-Elsloo
- Bkb: Zoutindustrie (Boekelo)
- Bkd: Beukelsdijk
- Bke: Berkel-Enschot
- Bkf: Bovenkarspel Flora
- Bkg: Bovenkarspel-Grootebroek
- Bkl: Breukelen
- Bkm: Baexem-Heythuysen
- Bko: Boekelo
- Bkp: Blauwkapel
- Bkp: Buunderkamp
- Bkr: Blokker
- Bl: Beilen
- Bld: Baarland
- Blij: Blija
- Bll: Bloemendaal
- Blv: Bieleveldslaan
- Bmn: Brummen
- Bmr: Boxmeer
- Bnn: Buinen
- Bn: Borne
- Bnc: Barneveld Centrum
- Bng: Baarle-Nassau Grens
- Bnk: Bunnik
- Bnn: Barneveld Noord
- Bns: Benningbroek-Sijbekarspel
- Bnv: Barneveld-Voorthuizen
- Bnvk: Barneveld Kruispunt
- Bnz: Barneveld Zuid
- Bp: Buitenpost
- Br: Blerick
- Brb: Baarn Buurtstation
- Brd: Barendrecht
- Brh: Broekheurne
- Brl: Borssele
- Brld: Borsselsche Dijk
- Brls: Borssele Steiger
- Brn: Baarn
- Brr: De Boerhaar
- Brt: 't Buurtje
- Brv: Bareveld
- Brw: Baalder-Radewijk
- Brz: Breezand
- Bs: Bijsteren
- Bsch: Borkel en Schaft
- Bsd: Beesd
- Bsg: Bijsterweg
- Bsk: Boskoop
- Bsks: Boskoop Snijdelwijk
- Bsmz: Bussum Zuid
- Bst: Besoijensche Steeg
- Bsw: Bosscheweg
- Bth: Bathmen
- Btl: Boxtel
- Btm: Bergentheim
- Bts: Britsum
- Bug: Kruispunt Beugen (Laag)
- Bv: Beverwijk
- Bvd: Bovendorp
- Bvk: Bovenkerk
- Bw: Baardwijksche Steeg
- Bwk: Bleiswijk-Kruisweg
- Bws: Breweelsterweg
- Bz: Bozum
- Bzh: Berghuizen
- Bzl: Kapelle-Biezelinge

## C
- Cas: Castricum
- Cj: Cornjum
- Ck: Cuijk
- Cl: Culemborg
- Cm: Crisman
- Cn: Capelle Nieuwevaart
- Co: Coevorden
- Cp: Capelle aan den IJssel
- Cps: Capelle Schollevaar
- Cra: Kraailooschenweg
- Csh: Colmschate halte (oud)
- Css: Colmschate stopplaats
- Cvm: Chèvremont / Chevremont

## D
- Da: Daarlerveen
- Db: Driebergen-Zeist
- Dba: Driebergen-Austerlitz
- Dbt: Doesburgerbuurt
- Ddn: Delden
- Ddp: Driedorp
- Ddr: Dordrecht
- Ddrs: Dordrecht Stadspolders
- Ddv: Dedemsvaart
- Ddzd: Dordrecht Zuid
- Dei: Deinum
- Dew: De Wetering
- Dgw: Dingeweg
- Dhn: Den Horn
- Dhw: Driehuis-Westerveld
- Did: Didam
- Dj: Dongjum
- Dkk: Dijkerhoek
- Dl: Dalfsen
- Dld: Den Dolder
- Dln: Dalen
- Dlv: Dalerveen
- Dmh: Dalmsholte
- Dmn: Diemen
- Dmn: Diermen
- Dmnz: Diemen Zuid
- Dmp: Driemanspolder
- Dn: Deurne
- Dnn: Drunen-Heusden
- Do: Dorst
- Dp: Diepenveen West
- Dph: Diepenheim
- Dpl: Dinxperlo
- Dpo: Diepenveen Oost
- Dps: Diepesteeg
- Dr: Dieren
- Drk: Drunenschedijk
- Drh: Driehuis
- Dron: Dronten
- Drp: Dronryp
- Dss: Dusschoten
- Dst: Duurschestraat
- Dt: Delft
- Dtc: Doetinchem
- Dtch: Doetinchem De Huet
- Dtcp: Delft Campus
- Dtcs: Doetinchem Stadion
- Dtcw: Doetinchem West
- Dtwa: Delftsewallen
- Dv: Deventer
- Dvc: Deventer Colmschate
- Dvd: Duivendrecht
- Dvn: Duiven
- Dvnk: De Vink
- Dw: Drouwen
- Dwe: De Westereen
- Dwo: Driewegen-Ovezande
- Dz: Delfzijl
- Dzw: Delfzijl West

## E
- Ebg: Eibergen
- Ebk: Eerbeek
- Ec: Echt
- Ech: Echteld
- Ecm: Ellecom
- Ed: Ede-Wageningen
- Edc: Ede Centrum
- Ede: Ede Gemeentehuis
- Edn: Eijsden
- Eem: Eemshaven
- Een: Eenum
- Efd: Eefde
- Eg: Enschede-Noord
- Ega: Enschede-Zuid
- Egb: Engelbert
- Egh: Eygelshoven
- Eghm: Eygelshoven Markt
- Eh: Esch
- Ehs: Eindhoven Strijp-S
- Ehst: Eindhoven Stadion
- Ehv: Eindhoven Centraal
- Ekh: Eikelhof
- Ekz: Enkhuizen
- El: Elten
- Elh: Elshout
- Elm: Eerste Exloërmond
- Elo: Exloo
- Eml: Ermelo
- Emn: Emmen
- Emnb: Emmen Bargeres
- Emnz: Emmen Zuid
- En: Echten
- Ent: Enter
- Eo: Elsloo
- Epe: Epe
- Eps: Epse
- Ere: Eerde
- Erm: Eenrum
- Es: Enschede
- Ese: Enschede De Eschmarke
- Esk: Enschede Kennispark
- Esn:  Enschede Noord
- Esz:  Enschede Zuid
- Esk: Esmark
- Esb: Elsenerbroek
- Est: Elst
- Et: Emst
- Etn: Etten-Leur
- Ewd: Ellewoutsdijk
- Ews: Van Ewijcksluis
- Ex: Eext

## F
- Fas: Farmsum
- Fb: Fransche Brug
- Fd: Ferwerd
- Fk: Finkum
- Fkb: Hengelo FBK stadion
- Fn: Franeker
- Fnh: Franeker Halte
- Fo: Feijenoord
- Frb: Froombosch
- Fwd: Feanwâlden

## G
- Ga: Gasselte
- Gav: Gasselternijveen
- Gb: Groesbeek
- Gbg: Gramsbergen
- Gbr: Glanerbrug
- Gbv: Grubbenvorst
- Gd: Gouda
- Gdg: Gouda Goverwelle
- Gdk: Geerdijk
- Gdm: Geldermalsen
- Gdo: Gaanderen-Oosselt
- Gdr: Gaanderen
- Gel: Gelselaar
- Gerp: Groningen Europapark
- Gf: Geffen
- Gha: 's-Gravenpolder-'s-Heer Abtskerke
- Gin: Giessen-Nieuwkerk
- Gk: Grijpskerk
- Gl: Groenlo
- Gle: Geulle
- Gln: Geleen Oost
- Gm: Grootebroek Molenpad
- Gn: Groningen
- Gnd: Hardinxveld-Giessendam
- Gnn: Groningen Noord
- Gnp: Gennep
- Go: Goor
- Gor: Goor West
- Gp: Geldrop
- Gr: Gorinchem
- Gro: Groenekan Oost
- Grw: Groenekan West
- Gs: Goes
- Gsch: 's Gravenschans
- Gsd: Gronsveld
- Gsl: Gorssel
- Gsn: Groessen
- Gst: Gestel
- Gt: Geertruidenberg
- Gtn: Gieten
- Gv: Den Haag HS (Gv van 's-Gravenhage)
- Gvc: Den Haag Centraal
- Gvm: Den Haag Mariahoeve
- Gvmw: Den Haag Moerwijk
- Gvr: Den Haag Rhijnspoor, later Den Haag Staatsspoor
- Gw: Grou-Jirnsum
- Gws: Gouwsluis
- Gz: Gilze-Rijen

## H
- Ha: 's-Heer Arendskerke
- Had: Heemstede-Aerdenhout
- Hag: Hardinxveld-Giessendam (1885-1927)
- Hak: De Haak
- Hal: Haarle
- Har: De Haar
- Hb: Hoensbroek
- Hbg: Haaksbergen
- Hbk: Hebink
- Hbzm: Hardinxveld Blauwe Zoom
- Hd: Harderwijk
- Hdb: Hardenberg
- Hde: 't Harde
- Hdg: Hurdegaryp
- Hdk: De Haandrik
- Hdl: Hedel
- Hdr: Den Helder
- Hdrz: Den Helder Zuid
- Hdv: Hooglanderveen
- He: Hem
- Hei: Heihoek
- Heil: 't Heilig Land
- Hel: Hellendoorn
- Hev: Herfte-Veldhoek
- Hf: De Hoef
- Hfd: Hoofddorp
- Hgl: Hengelo
- Hglo: Hengelo Oost
- Hglg: Hengelo Gezondheidspark
- Hglst: Hengeloschestraat
- Hgv: Hoogeveen
- Hgz: Hoogezand-Sappemeer
- Hil: Hillegom
- Hh: Hulshorst
- Hhk: 's Heer Hendrikskinderen
- Hhl: Hooghalen
- Hk: Heemskerk
- Hkb: Melick-Herkenbosch
- Hkd: Hazerswoude-Koudekerk
- Hkk: Hoedekenskerke
- Hkl: Herculo
- Hkp: Hekendorp
- Hks: Hoogkarspel
- Hkz: Heinkenszand
- Hl: Hengelo GOLS
- Hld: Hoek van Holland Haven
- Hlds: Hoek van Holland Strand
- Hle: Heiligerlee
- Hlg: Harlingen
- Hlgh: Harlingen Haven
- Hll: Hallum
- Hlm: Haarlem
- Hlms: Haarlem Spaarnwoude
- Hln: Haelen
- Hlo: Heiloo
- Hlv: Helenaveen
- Hlw: Holwerd
- Hm: Helmond
- Hmb: Hembrug
- Hmbh: Helmond Brouwhuis
- Hmbv: Helmond Brandevoort
- Hmh: Helmond 't Hout
- Hml: Harmelen
- Hmn: Hemmen-Dodewaard
- Hn: Hoorn
- Hnk: Hoorn Kersenboogerd
- Hno: Heino
- Hnp: Hindeloopen
- Hnt: Hantum
- Ho: Hoenlo
- Hok: Hoek
- Hon: Holten
- Hor: Hollandsche Rading
- Hp: Houtenschepad
- Hr: Heerenveen
- Hrd: Heerde
- Hre: De Heurne
- Hrh: 's-Heerenhoek
- Hrij: Heerenveen IJsstadion
- Hrl: Heerlen
- Hrlk: Heerlen de Kissel
- Hrlw: Heerlen Woonboulevard
- Hrn: Haren
- Hro: Haarlo
- Hrp: Heerenpolder
- Hrt: Horst-Sevenum
- Hs: Haps
- Hsr: Harkstede-Scharmer
- Hst: Hooge Steeg
- Ht: 's-Hertogenbosch
- Htb: Hattemerbroek
- Hth: Huis ter Heide
- Htl: Horst-Tonsel
- Htm: Hattem
- Htn: Houten
- Htnc: Houten Castellum
- Hto: 's-Hertogenbosch Oost
- Hu: Hijum
- Hul: Hulst
- Hus: Hupsel
- Hv: Helvoirt
- Hvg: Heuvelsche Steeg
- Hvl: Hoevelaken
- Hvn: Hoeven
- Hvs: Hilversum
- Hvsm: Hilversum Media Park (vanaf 2013, was: Hvsn)
- Hvsn: Hilversum Noord (tot 2013, nu: Hvsm)
- Hvsp: Hilversum Sportpark
- Hw: Halfweg (tot 1927)
- Hwd: Heerhugowaard
- Hwzb: Halfweg-Zwanenburg (vanaf 2012)
- Hx: Herxen
- Hze: Heeze
- Hze: Heeze-Leende
- Hzl: Hooge Zwaluwe

## I
- Id: Idaard-Roordahuizum
- IJm: IJmuiden
- IJmc: IJmuiden Casembrootstraat
- IJmj: IJmuiden Julianakade
- IJt: IJlst
- IJw: IJweg
- IJzm: Vught-IJzeren Man
- Its: Ittersum

## J
- Jb: Jeremiebrug
- Jbx: Jellum-Boxum
- Jn: Junne
- Jo: Jorwerd
- Js: Jelsum

## K
- Kbd: Krabbendijke
- Kbk: Klarenbeek
- Kbw: Koog Bloemwijk (tot 2016)
- Kc: Capelle-Vrijhoeve
- Kd: Koudeweg
- Kdk: Kwadijk
- Kel: Kelpen
- Ket: Kethel
- Kew: Keverdijksche Weg
- Kg: Koekange
- Kgs: Koegras
- Kh: Kolham
- Kijk: Kijkuit
- Kjl: Kalfjeslaan
- Kkg: Kerkweg
- Klp: Veenendaal-De Klomp
- Kma: Krommenie-Assendelft
- Kmr: Klimmen-Ransdaal
- Kmw: Koudum-Molkwerum
- Knk: Amsterdam Koenenkade
- Knw: Kanaalweg
- Ko: Kootwijk
- Kpn: Kampen (Kamperlijntje)
- Kpnz: Kampen Zuid (Hanzelijn)
- Kpz: Kampen Zuid (tot 1934)
- Krd: Kerkrade Centrum
- Krg: Kruiningen-Yerseke
- Krr: Kerkrade Rolduc
- Krv: Kralingsche Veer
- Ks: Kruisstraat
- Ksl: Karselaan
- Ktr: Kesteren
- Ktv: Kostverloren
- Kv: Kisveld
- Kw: Kropswolde
- Kwl: De Kwakel
- Kz: Koog aan de Zaan
- Kzd: Koog-Zaandijk (tot 2016)

## L
- Laa: Den Haag Laan van NOI / Den Haag Laan v NOI
- Lb: Liesbosch
- Lc: Lochem
- Ldd: Leidschendam
- Ldh: Leiden Heerensingel
- Ldl: Leiden Lammenschans
- Ldm: Leerdam
- Ldt: Liendert
- Ldv: Leidschendam-Voorburg
- Ldw: Leiden Witte Poort
- Le: Linne
- Ledn: Leiden Centraal
- Leij: Zoetermeer De Leyens
- Lg: Landgraaf
- Lgk: Langkamp
- Lhw: Langhuisterweg
- Lim: Limmel
- Lis: Lisse
- Lj: Lutjebroek
- Ljw: Leentjerweg
- Lk: Leek
- Lk: Linden-Katwijk
- Lkg: Leekerweg
- Lls: Lelystad Centrum
- Llzm: Lansingerland-Zoetermeer
- Lm: Leimuiden
- Lmp: Legmeerpolder
- Lmv: Lemelerveld
- Ln: Lunetten
- Lnb: Lijnbaan
- Lnd: Linderte
- Lnk: Lonneker
- Lns: Leens
- Lo: Het Loo
- Lnn: Loenen
- Lp: Loppersum
- Lpe: Liempde
- Lr: Laren-Almen
- Lsd: Leusden
- Lso: Laag-Soeren
- Ltm: Lottum
- Ltn: Lunteren
- Lto: Lintelo
- Ltv: Lichtenvoorde-Groenlo
- Lur: Leur
- Lut: Geleen-Lutterade
- Lvh: Leuvenheim
- Lw: Leeuwarden
- Lwc: Leeuwarden Camminghaburen
- Lwd: Noord Kraaijert (Lewedorp)
- Lwg: Langeweg
- Lwh: Leeuwarden Halte
- Lzm: Laag Zuthem

## M
- Mas: Maarssen
- Mb: Maarsbergen
- Mbk: Medemblik
- Mbr: Mastenbroek
- Mbt: Maasbracht
- Md: Moordrecht
- Mdb: Middelburg
- Mdg: Middenweg
- Mdk: Moerdijk SS
- Mdn: Made en Drimmelen
- Mds: Middelstum
- Me: Middelie
- Mg: Mantgum
- Mhe: Marshoek-Emmen
- Mhs: Maashees-Smakt
- Mi: Midlum-Herbaijum
- Mid: Middelweg
- Mijd: Mijdrecht
- Mil: Mill
- Mk: Markelo
- Mkv: Musselkanaal-Valthermond
- Mkw: Munnikenweg
- Ml: Morra-Lioessens
- Mld: Maarland
- Mlo: Meerlo-Tienray
- Mlt: Meulunteren
- Mlw: Metslawier
- Mmd: Meeden-Muntendam
- Mmlh: Mook-Molenhoek
- Mn: Minnertsga
- Mo: Mook-Middelaar
- Mow: Midwoud-Oostwoud
- Mp: Meppel
- Mrb: Mariënberg
- Mrm: Marrum-Westernijkerk
- Mrn: Maarn
- Mrw: Mariënwaard
- Mss: Maassluis
- Msw: Maassluis West
- Msw: Meedsterweg
- Mt: Maastricht
- Mtb: Maastricht Boschpoort
- Mte: Miste
- Mth: Martenshoek
- Mtk: Maartensdijk
- Mtn: Maastricht Noord
- Mtr: Maastricht Randwyck
- Mvw: Meerveldscheweg
- Mz: Maarheeze

## N
- Na: Nieuw Amsterdam
- Nb: Noordbroek
- Nbn: Nieuw Buinen
- Nd: Neede
- Ndb: Naarden-Bussum
- Ndk: Noordijk
- Ndn: Nootdorp Noord
- Ndo: Nootdorp Oost
- Ndp: Nieuwdorp
- Ne: Nuenen
- Ngd: Nieuw Groeneveld
- Nh: Nuth
- Ni: Nieuwkuijk
- Nij: Nijhuizum
- Nis: Nieuwstad
- Nkk: Nijkerk
- Nkp: Nieuwkoop
- Nkr: Nieuwe Kraaijertpolder
- Nl: Nuland
- Nm: Nijmegen
- Nmd: Nijmegen Dukenburg
- Nmgo: Nijmegen Goffert
- Nmh: Nijmegen Heyendaal
- Nml: Nijmegen Lent
- No: Notter
- Np: Nieuwlandsche Polder
- Ns: Nunspeet
- Nsch: Bad Nieuweschans
- Nsd: Nieuw Scheemda-'t Waar
- Nst: Nieuwstadt
- Nsw: Noord Scharwoude
- Nvd: Nijverdal
- Nvdw: Nijverdal West
- Nvdz: Nijverdal Zuid
- Nvn: Nijeveen
- Nvp: Nieuw Vennep
- Nw: Nieuwe Wetering
- Nwg: Nieuweweg
- Nwh: Noordwijkerhout
- Nwk: Nieuwerkerk
- Nwl: Schiedam Nieuwland
- Nwo: Nieuwolda
- Nws: Nieuwersluis-Loenen
- Nwv: Nieuwveen

## O
- O: Oss
- Ob: Oosterbeek Laag
- Obd: Obdam
- Obr: Oosterbierum
- Oc: Oirlo-Castenraij
- Odb: Oudenbosch
- Odd: Ouddeel
- Odg: Oudega
- Odk: Ouderkerk
- Odm: Oudemolen
- Ods: Oudeschoot
- Odz: Oldenzaal
- Oe: Oosteinde
- Og: Oldenzaal EO
- Ogs: Oldenzaalschestraat
- Ohv: Ophoven (Sittard)
- Ohz: Oosthuizen
- Ok: Oostdijk
- Okd: Oukooperdijk
- Oll: Olland
- Olv: Onze Lieve Vrouwe ter Nood
- Omn: Ommen
- On: Werkplaats Onnen
- Op: Opheusden
- Opd: Oostpolder
- Ork: Oranjekanaal
- Orn: Orthen
- Os: Opperdoes
- Osl: Oudesluis
- Osp: Opmeer-Spanbroek
- Ost: Olst
- Ot: Oisterwijk
- Otb: Station Oosterbeek
- Ov: Oud Valkenburg
- Ovn: Overveen
- Ow: Oss West
- Owd: Oosterwijtwerd
- Owt: Oude Wetering
- Ozn: Oostzaan

## P
- Pan: St. Pancras
- Pc: Princenhage
- Pdz: Philipsdorp Zuid
- Pgs: Pleegste
- Ph: Posthoorn
- Pl: Philippine
- Pmo: Purmerend Overwhere
- Pmr: Purmerend
- Pmw: Purmerend Weidevenne
- Pn: De Punt
- Pnk: Pijnacker
- Pp: Peperga
- Pt: Putten
- Pv: De Platvoet
- Pw: Puinweg
- Pz: De Paltz

## R
- Rai: Amsterdam RAI
- Ran: Rande
- Rat: Raalte
- Rav: Roelofarendsveen
- Rb: Rilland-Bath
- Rba: Renbaan-Achterweg (Renbaan-Buurtweg)
- Rbr: Rijnbrug
- Rcl: Rolduc Lokaal
- Rd: Roodeschool
- Rdr: Berkel en Rodenrijs
- Ren: Rechteren
- Ret: Reet
- Rh: Rheden
- Rh: Roodehaan
- Rhm: Rothem
- Rhn: Rhenen
- Rij: Rhenoy
- Ril: Riel
- Rk: Raamsdonk
- Rkv: Raamsdonksveer
- Rl: Ruurlo
- Rlb: Rotterdam Lombardijen
- Rm: Roermond
- Rml: Rietmolen
- Rmw: Roomweg
- Rnw: Ruinerwold
- Rol: Rolde
- Rs: Rosmalen
- Rsb: Ressen-Bemmel
- Rsd: Roosendaal
- Rsn: Rijssen
- Rsw: Rijksstraatweg
- Rsw: Rijswijk
- Rta: Rotterdam Alexander
- Rtb: Rotterdam Blaak
- Rtd: Rotterdam Centraal
- Rth: Rotterdam Hofplein
- Rtkw: Rotterdam Kleiweg
- Rtm: Rotterdam Maas
- Rtn: Rotterdam Noord
- Rtp: Rotterdam Delftsche Poort
- Rtst: Rotterdam Stadion
- Rtbw: Rotterdam Bergweg
- Rtwp: Rotterdam Wilgenplas
- Rtz: Rotterdam Zuid
- Rv: Reuver
- Rvs: Ravenstein
- Rw: Rijswijk-Wateringen
- Rwt: Rijpwetering

## S
- Sap: Sint Annaparochie
- Sat: St. Anthoniepolder
- Sb: Schoonebeek
- Sbg: Stobbegat
- Sbk: Spaubeek
- Sbp: Sexbierum-Pietersbierum
- Sch: Schoorl
- Schie: Schiebroek
- Sd: Soestdijk
- Sda: Scheemda
- Sdb: Siddeburen
- Sdl: Schijndel
- Sdm: Schiedam Centrum
- Sdn: Schiedam Nieuwland
- Sdn: Soestduinen
- Sdr: Sinderen
- Sdt: Sliedrecht
- Sg: De Steeg
- Sga: Gasfabriek
- Sgb: Schagerbrug
- Sgl: Houthem-St. Gerlach
- Sgm: Scharnegoutum
- Sgn: Schagen
- Sgw: Schagerwaard
- Shl: Schiphol Airport
- Sht: Schellinkhout
- Sil: Silvolde
- Sk: Sneek
- Skb: Sprokkelbosch
- Skd: Schinkeldijk
- Skn: Stadskanaal Hoofdstation
- Sknd: Sneek Noord
- Sko: Stadskanaal Oost
- Skp: Stadskanaal Pekelderweg
- Skw: Schalkwijk
- Slh: Slichtenhorst
- Slij: Slangenburg-IJzevoorde
- Sll: Schelluinen
- Sln: Sloterweg Noord
- Slu: Sluiskil
- Slub: Sluiskil Brug
- Slz: Sloterweg Zuid
- Sm: Swalmen
- Smb: Sambeek
- Sn: Schinnen
- Sog: Schin op Geul
- Sou: Oost-Souburg
- Sp: Seppe
- Sph: Spekholzerheide
- Spi: Spierdijk
- Spl: Snippeling
- Spm: Sappemeer Oost
- Spr: Spankeren
- Sps: Schaapsteeg
- Sptn: Santpoort Noord
- Sptz: Santpoort Zuid
- Spv: Simpelveld
- Srd: Schardam
- Srn: Susteren
- Ssh: Sassenheim
- Ssl: Sterksel
- St: Soest
- Std: Sittard
- Sth: Staphorst
- Stk: Stompekamp
- Stm: Stedum
- Sto: Stroe
- Str: Slochteren
- Sts: Stiens
- Stv: Stavoren
- Stw: Stillewald
- Stz: Soest Zuid
- Svg: Sas van Gent
- Svn: Scheveningen
- Swd: Sauwerd
- Swh: Schildwolde-Hellum
- Swk: Steenwijk
- Sz: Soetermeer-Zegwaard

## T
- Ta: Ter Aar
- Tb: Tilburg
- Tbg: Terborg
- Tbr: Tilburg Reeshof
- Tbu: Tilburg Universiteit
- Tbw: Terbregseweg
- Tbwt: Tilburg West
- Td: Tuindorp-Nijverheid
- Tg: Tegelen
- Tj: Tietjerk
- Tjm: Tjugchem-Meedhuizen
- Tk: Twisk
- Tkl: Twekkelo
- Tl: Tiel
- Tn: Ternaard
- Tnz: Terneuzen
- Tpsw: Tiel Passewaaij
- Tr: Terschuur
- Tt: Trich
- Tug: Teuge
- Tw: Tjamsweer
- Twd: Tweede Dwarsdiep
- Twl: Twello
- Tzum: Tzummarum

## U
- Ubs: Utrecht Buurtstation
- Ud: Uden
- Udt: Udenhout
- Uh: Uithoorn
- Uhm: Uithuizermeeden
- Uhz: Uithuizen
- Uld: Ulsda
- Ulr: Ulrum
- Uso: Usselo
- Ust: Usquert
- Ut: Utrecht Centraal
- Utb: Utrecht Biltstraat
- Utctw: Utrecht Cartesiusweg (opstelterrein)
- Utg: Uitgeest
- Utl: Utrecht Lunetten (tot 2016, nu: Utln)
- Utln: Utrecht Lunetten (vanaf 2016, was: Utl)
- Utlr: Utrecht Leidsche Rijn
- Utm: Utrecht Maliebaan
- Uto: Utrecht Overvecht
- Uts: Utrechtsche Straatweg
- Utt: Utrecht Terwijde
- Utvr: Utrecht Vaartsche Rijn
- Utzl: Utrecht Zuilen
- Uw: Uitwierde

## V
- Vb: Voorburg
- Vbk: Volenbeek
- Vbl: Voorburg 't Loo
- Vbm: Vrouwbuurtstermolen
- Vd: Vorden
- Vdg: Vlaardingen Centrum
- Vdl: Voerendaal
- Vdm: Veendam
- Vdo: Vlaardingen Oost
- Vdp: Vlodrop
- Vdw: Vlaardingen West
- Veg: Veghel
- Vem: Voorst-Empe
- Vez: Venhuizen
- Vez: Venneperweg
- Vg: Vught
- Vgf: Café Unie (Velper gasfabriek)
- Vgz: Vogelenzang-Bennebroek
- Vh: Voorhout
- Vhp: Vroomshoop
- Vhst: Villa Hofstetten
- Vht: Vaeshartelt
- Vhz: Vijfhuizen
- Vij: Velsen-IJmuiden Oost
- Vil: Vilsteren
- Vis: 't Visschertje
- Vj: Het Vosje
- Vk: Valkenburg
- Vkt: Veenklooster-Twijzel
- Vkw: Valkenswaard
- Vl: Venlo
- Vlas: De Vlasakkers
- Vlb: Vierlingsbeek
- Vlk: Vlake
- Vm: Vlijmen
- Vn: Vechten
- Vnd: Veenendaal
- Vndc: Veenendaal Centrum
- Vndw: Veenendaal West
- Vnh: Vroenhof
- Vo: Voorthuizen
- Vp: Velp
- Vr: Vrouwkensvaart
- Vrk: Vork
- Vrl: Vreeland
- Vrou: Vrouwenparochie
- Vry: Venray
- Vs: Vlissingen
- Vlissingen Stad
- Vsd: Voorstonden
- Vsh: Velsen Hoogovens
- Vsm: Ter Apelkanaal-Vetstukkenmond
- Vsn: Vaassen
- Vss: Vlissingen Souburg
- Vst: Voorschoten
- Vsv: Varsseveld
- Vt: Valthe
- Vtn: Vleuten
- Vv: Visvliet
- Vvl: Hoogkerk-Vierverlaten
- Vvn: Vinkeveen
- Vz: Vriezenveen
- Vzw: Velsen Zeeweg

## W
- Waa: Waalsdorpscheweg
- Wab: Wagenborgen
- Wad: Waddinxveen
- Wadn: Waddinxveen Noord
- Wadt: Waddinxveen Triangel
- Was: Wassenaar
- Wat: Wadwerd
- Wb: Waardenburg
- Wbk: De Waarbeek
- Wbl: Westerblokker
- Wc: Wijchen
- Wd: Woerden
- Wdb: Woudenberg-Scherpenzeel
- Wdg: Weerdinge
- Wdh: Windesheim
- Wdk: Wolddijk
- Wdm: Wirdum
- Wdn: Wierden
- Wdr: Waarder
- Wdv: Wildervank
- Wed: Westeindsche Dijk
- Wen: Wenum
- Wf: Wolfheze
- Wfd: Westfriesche Dijk
- Wfm: Warffum
- Wfn: Wolfersveen
- We: Wiene
- Weh: Wehe-Den Hoorn
- Wer: Weiwerd
- Wgh: Wijgchelsheim
- Wh: Wijhe
- Whz: Waalhaven Zuid
- Wie: Wieuwerd
- Wij: Wijlre-Gulpen
- Wijd: Wijdenes
- Wijr: 't Weijver
- Wijs: Wijster
- Wit: Wittebrug-Pompstation
- Wk: Workum
- Wl: Wehl
- Wld: Willemsdorp
- Wlk: Waalwijk
- Wls: Wilnis
- Wm: Wormerveer
- Wmd: Warmond
- Wmh: Warmenhuizen
- Wms: De Wijmers
- Wn: Wognum-Nibbixwoud
- Wnd: Wijnaldum
- Wnl: Woensel
- Wns: Warns
- Wnv: Weg naar Voorst
- Wo: Willemsoord
- Woe: Woestduin
- Wow: Wouw Voorst
- Wp: Weesp
- Wp: Wildpad
- Wpe: Wesepe
- Wpg: Waspik-'s Gravenmoer
- Wpv: Wapenveld
- Wr: Warken
- Wrd: Wieringerwaard
- Wrh: Wordt-Rheden
- Ws: Winschoten
- Wsd: Woensdrecht
- Wsm: Winsum
- Wt: Weert
- Wte: Aadorp
- Wte: Westerbroek
- Wtf: Fort Westervoort
- Wtm: Eys-Wittem
- Wtv: Westervoort
- Wv: Wolvega
- Wvd: Wijnvoorden
- Wvr: Wilsummerveer
- Ww: Winterswijk
- Wwd: Westwoud
- Wwg: Winterswijk GOLS
- Www: Winterswijk West
- Wz: Wezep

## Y
- Ypb: Den Haag Ypenburg

## Z
- Z: Zeeland
- Za: Zetten-Andelst
- Zb: Zuidbroek
- Zbd: Zuidbroek Dorp
- Zbg: Zuidbarge
- Zbm: Zaltbommel
- Zcw: Zoetermeer Centrum West
- Zd: Zaandam
- Zdb: Zaanbrug
- Zdg: Zandberg
- Zdk: Zaandam Kogerveld
- Zdk: Zwaagdijk
- Zdl: Vries-Zuidlaren
- Zdr: Zenderen
- Zdw: Zijdewind
- Ze: De Zande
- Zew: Zuideindscheweg
- Zg: Zuiderzeestraatweg
- Zgk: Zuidgouwekade
- Zh: Zuidhorn
- Zhk: Zevenbergschenhoek
- Zhm: Zevenhuizen-Moerkapelle
- Zij: Zijdelweg
- Zk: Zalk
- Zkp: Zoutkamp
- Zl: Zwolle
- Zlsh: Zwolle Stadshagen
- Zlm: Zelhem
- Zln: Zandelaan
- Zlv: Zwolle Veerallee
- Zlw: Lage Zwaluwe
- Zmd: Zwammerdam
- Zn: Zuna
- Zns: Zwanenspreng
- Zp: Zutphen
- Zpd: Zuidplaspolder
- Zr: Zuidermeer
- Zsh: Zoetermeer Stadhuis
- Zt: Zeist
- Ztm: Zoetermeer
- Ztmb: Zoetermeer Buytenwegh
- Ztmd: Zoetermeer Dorp
- Ztml: Zoetermeer Leidsewallen
- Ztmm: Zoetermeer Meerzicht
- Ztmo: Zoetermeer Oost
- Ztmp: Zoetermeer Palenstein
- Ztms: Zoetermeer Seghwaert
- Ztmv: Zoetermeer Voorweg
- Ztw: Zoeterwoude
- Zv: Zevenaar
- Zvb: Zevenbergen
- Zvh: Zevenhoven
- Zvo: Zevenaar Poort
- Zvt: Zandvoort aan Zee
- Zwd: Zwijndrecht
- Zzs: Zaandijk Zaanse Schans